# Ланкин (Северна Дакота)
Ланкин (енгл. Lankin) град је у америчкој савезној држави Северна Дакота.

## Демографија
По попису из 2010. године број становника је 98, што је 33 (-25,2%) становника мање него 2000. године.
| Група             | 2000.       | 2010.      |
| Белци             | 127 (96,9%) | 91 (92,9%) |
| Афроамериканци    | 0 (0,0%)    | 0 (0,0%)   |
| Азијати           | 0 (0,0%)    | 1 (1,0%)   |
| Хиспаноамериканци | 0 (0,0%)    | 1 (1,0%)   |
| Укупно            | 131         | 98         |